# 스카이 스포츠 (영국의 텔레비전 채널)
스카이 스포츠(Sky Sports)는 영국의 스포츠 전문 채널로 스카이 그룹 소속이다.

## 연혁
1990년에 영국위성방송(British Satellite Broadcasting) 계열로써 더 스포츠 채널(The Sports Channel)로 개국했다. 1990년 12월 영국위성방송과 Sky가 BSkyB로 합칠 때도 이 채널 이름은 유지되었다가, 1991년에 지금의 이름으로 바뀌었다.

## 채널번호
- SKY-401~4번(1~4채널 SD/HD), 408번(F1 채널 HD), 405번(뉴스 채널 HD), 409번(1채널 SD), 418번(2채널 SD), 454,455번(3,4채널 SD), 458,459번(뉴스,F1 SD)
- 버진 미디어-511~514번(1~4채널), 515번(뉴스 채널), 517,518번(1,2채널 HD), 516번(F1채널)
- 스몰월드 케이블-401~404번(1~4채널/1채널과 2채널은 HD 방송임), 405번(뉴스 채널), 408번(F1)
- UPC 아일랜드-401~404번(1~4채널), 408번(뉴스 채널)

## 특이사항
- 프리미어 리그 등의 경기 후에 평점을 매기는 평점제가 있는 채널이다.